# سوکروتوفکا
سوکروتوفکا (به لاتین: Sokrutovka) یک منطقهٔ مسکونی در روسیه است که در استان آستراخان واقع شده‌است.